# 测地线效应
测地线效应（英語：Geodetic Effect）或测地线进动（英語：Geodetic Precession）是指在广义相对论预言下引力场的时空曲率对处于其中的具有自轉角动量的测试质量的运动状态所产生的影响，这种影响造成了测试质量的自轉角动量在引力场内沿测地线的进动。这种效应在今天成为了广义相对论的一种实验验证方法，并且已经由美国国家航空航天局于2004年发射的科学探测卫星“引力探测器B”在观测中证实。

## 历史
最早预言测地线效应的物理学家是爱因斯坦的好友兼同事、荷兰物理学家威廉·德西特（Willem de Sitter）， 他在广义相对论发表不到一年后（1916年）就开始着眼于这個问题，因而此效應也以其姓氏紀念稱作德西特進動。通过计算他提出了测地线效应的一个实例：地球-月球系统在太阳引力场的作用下会产生进动，这个实例在今天也被称作德西特效应或太阳测地线效应。德西特的计算后来在1918年和1920年分别被荷兰数学家和荷兰物理学家阿德里安·福克进一步推广到一般的具有自轉的质量上。无论如何在当时这种效应显然无法被观测到，因此直到1988年研究人员通过对月球测距和无线电干涉的方法才在实验上证实了地月系在太阳引力场中的测地线进动。

## 解释

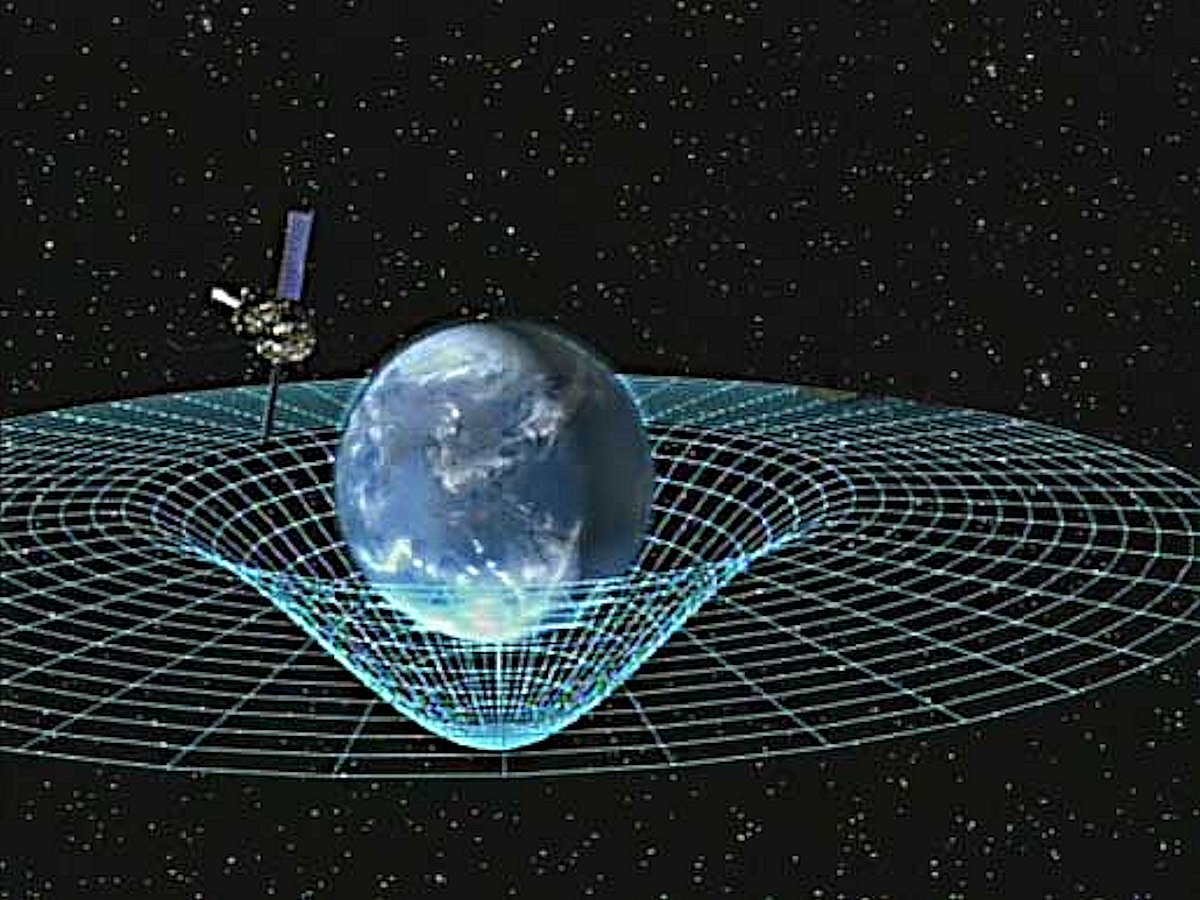
地球引力场中轨道上的引力探测器B

由于广义相对论本身是一种几何理论，所有的引力效应都可以用时空曲率来解释，测地线效应也不例外。不过，这里自轉角动量的进动也可以部分地从广义相对论的替代理论之一——引力磁性来理解。从引力磁性的观点来看，测地线效应首先来源于轨道-自轉耦合作用。在引力探测器B的观测中，这是引力探测器B中的陀螺仪的自轉和位于轨道中心的地球的质量流的相互作用。本质上这完全可以和电磁理论中的托马斯进动做类比。这种相互作用所导致的进动在全部的测地线进动中起到三分之一的贡献。

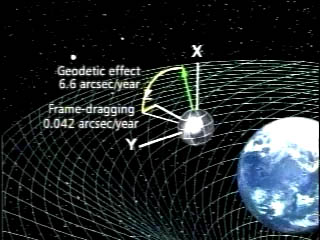
引力探测器B的测地线效应（在x-z平面内）每年约6角秒，而参考系拖拽（y-z平面内）则为每年0.042角秒

另外的三分之二贡献不能用引力磁性来解释，只能认为来自于时空曲率。简单来说，平直时空中沿轨道运动的自轉角动量方向会随着引力场造成的时空弯曲而倾斜。这一点其实并不难于理解：垂直于一个平面的矢量在平面发生弯曲后定然会改变方向（点击这里 （页面存档备份，存于）观看物理学家基普·索恩对此的通俗解释录像）。根据推算，引力探测器B的绕地轨道周长由于地球引力场的影响会比不考虑引力场时的周长缩短1.1英寸（约合2.8厘米），这个例子在引力探测器B的研究中经常被称作“丢失的一英寸”。在引力探测器B的位于642千米高空的极轨道上，广义相对论的理论预言由于自轉-轨道耦合和时空曲率而产生的轨道平面上的测地线效应总和为每年进动6.606角秒（约合0.0018度）。这对于弱引力场中相对论效应来说已经是一个相当显著的影响了（作为同为引力探测器B的观测任务之一的地球引力场的参考系拖拽要比测地线效应弱170倍）。引力探测器B的观测结果首先在2007年4月举行的美国物理学会四月年会上进行了快报，其观测结果与理论误差小于1%。